# Panadzsi
Panadzsi, korábban Pandzsim (konkáni nyelven: पणजी , angolul: Panaji, korábban Panjim) város India területén, Goa szövetségi államban, a Mandóvi folyó torkolatában. Mumbaitól délre, közúton kb. 530 km-re fekszik.
Lakossága 114 ezer fő volt 2011-ben.
Goa állam székhelye és egyik legnagyobb városa.
Egykor a bídzsápuri Ádil Sáhí uralkodók kikötője volt.
A portugálok megérkezése, 1510 után katonai kikötő és raktárbázis lett. 1759-ben Ó-Goában több járvány pusztított, ezért az alkirály ide tette át a székhelyét. A város 1843-ban lett a portugál területek fővárosa. Ma Panadzsi kellemes, barátságos hangulatú város. A környező terület idegenforgalmi központja. A város centrumát egy templom és az előtte levő tér alkotja. A Largo da Igreja épületegyüttesét a Szeplőtelen fogantatás templom barokk homlokzata uralja. A templom 1619-ben épült. 

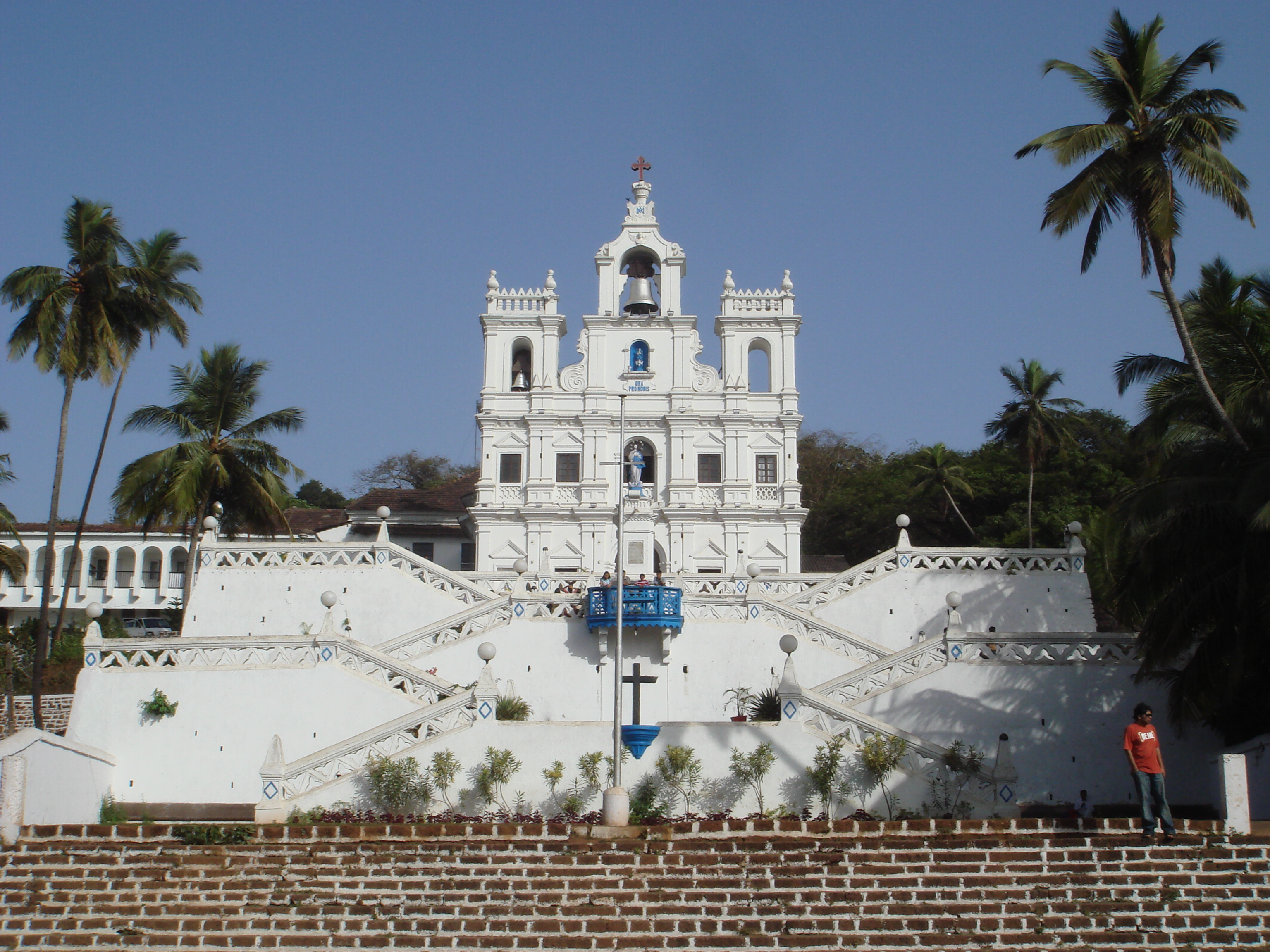
Szeplőtelen fogantatás-templom (Our Lady of the Immaculate Conception)

## Fordítás
Ez a szócikk részben vagy egészben  a   Panaji című angol Wikipédia-szócikk fordításán alapul.  Az eredeti cikk szerkesztőit annak laptörténete sorolja fel. Ez a jelzés csupán a megfogalmazás eredetét és a szerzői jogokat jelzi, nem szolgál a cikkben szereplő információk forrásmegjelöléseként.